# Афанасьев, Леонид Иванович
Афанасьев Леонид Иванович (21 ноября 1868 — 1925) — российский государственный и общественный деятель, городской голова Симбирска в 1909-1917 годах.

## Биография

### Образование и ранняя карьера

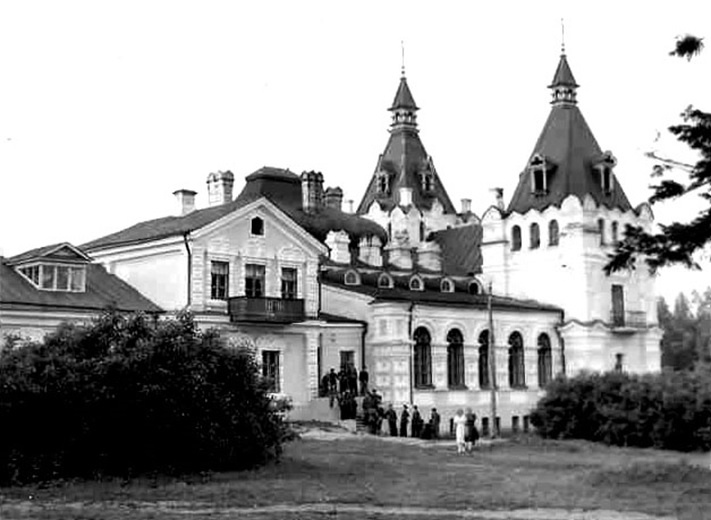
Усадьба Афанасьевых в Скугареевке.

Родился в дворянской семье. Окончил Симбирскую классическую гимназию, после чего поступил на отделение естественных наук физико-математического факультета Московского университета. В 1892 году оставил университет по семейным обстоятельствам и начал службу в канцелярии Симбирского уездного предводителя дворянства. В 1901 году стал председателем Симбирской уездной земской управы, затем — почётным мировым судьёй.

### Городской голова Симбирска
В 1909 году Афанасьев был избран городским головой Симбирска. За время своего руководства он провёл ряд реформ, которые значительно улучшили инфраструктуру города: были обустроены улицы, построена электростанция, реконструирован водопровод. Также он принимал участие в строительстве Дома-памятника И. А. Гончарова. Благодаря его усилиям Симбирск вошёл в число передовых городов Российской империи.

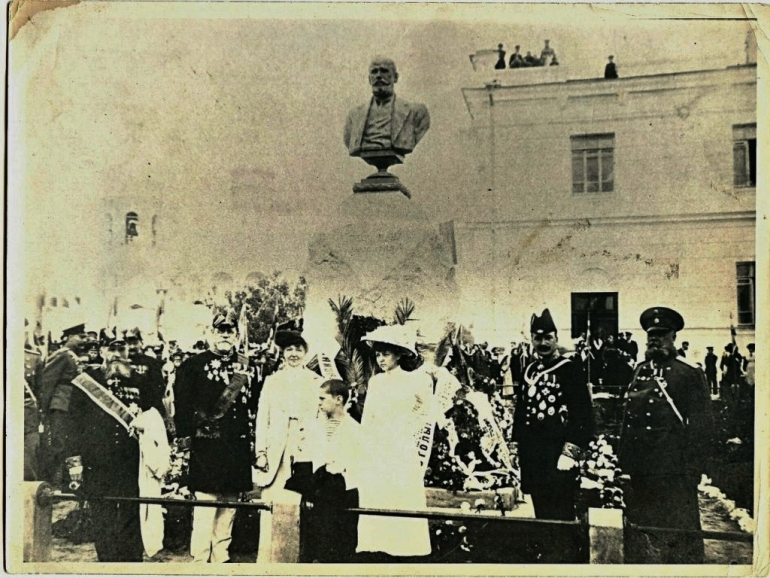
Симбирский городской голова Л. Афанасьев и Симбирский губернатор А. Ключарёв, крайние справа, на открытии памятника Петру Столыпину. 1913 год

### Личная жизнь и общественная деятельность
Афанасьев был женат на Марии, дочери потомственного почётного гражданина А. Д. Сачкова. У них было трое детей: Леонид (1901 г.р.), Александр (1905 г.р.) и Ирина (1908 г.р.). Он владел усадьбой в селе Скугареевка Симбирского уезда, где занимался коневодством, а также имел недвижимость в Симбирске. Был награждён орденами Святой Анны II и III степени, Святого Станислава II степени, Святого Владимира IV степени и темно-бронзовой медалью за участие в первой переписи населения. 

### Последние годы
После революции 1917 года и прихода к власти большевиков Афанасьев покинул Симбирск в 1918 году во время отступления белогвардейцев. Согласно некоторым источникам, он скончался в 1925 году, однако точная дата и место его смерти остаются неизвестными.